# Graham Greene
Henry Graham Greene (Berkhamsted, 2 de outubro de 1904 – Vevey, 3 de abril de 1991), mais conhecido como Graham Greene, foi um jornalista e escritor britânico, com uma obra composta de romances, contos, peças teatrais e críticas de literatura e de cinema.

## Biografia
Formou-se na Universidade de Oxford, e começou sua carreira como jornalista trabalhando como repórter e subeditor do The Times. Publicou cerca de 60 romances.
Ao longo de sua vida, Greene esteve em vários países bem distantes da Inglaterra, aos quais ele se referia como lugares selvagens e remotos do mundo. Em 1935, visitou a África (especialmente Serra Leoa e Libéria), onde, além de buscar material para seus artigos do Times e para um futuro livro (Journey Without Maps), também prestou serviços à Anti-Slavery and Aborigines' Protection Society 
As viagens o levaram a ser recrutado pelo MI6, o serviço secreto britânico, por meio de sua irmã, Elisabeth, que trabalhava para a organização, e ele foi enviado para Serra Leoa durante a Segunda Guerra Mundial. Assim, de 1941 a 1943, ele trabalhou para a inteligência britânica, em Freetown. Muitos de seus romances, a partir de então, tiveram como tema ou pano de fundo a espionagem. Kim Philby (que posteriormente descobriu-se ser um agente duplo, ao serviço da KGB) era seu supervisor no MI6 e seu amigo. Posteriormente, Greene escreveria o prefácio do livro de memórias de Philby, My Silent War (1968).
Em seus romances, o escritor retrata pessoas que encontrou e lugares onde viveu. Deixou a Europa pela primeira vez aos 30 anos de idade, em 1935, rumo à Libéria. Essa viagem seria a inspiração para o livro Journey Without Maps. Sua viagem ao México em 1938, para observar os efeitos da campanha anticatólica do governo, que promovia a secularização forçada, foi paga pela editora Longman e assunto de dois livros.
O seu primeiro livro de sucesso foi Stamboul Train (1932). Dentre outras obras, incluem-se O Poder e a Glória (1940), Our Man in Havana (1958, "Nosso homem em Havana"br e "O Nosso Agente em Havana"pt) e O Fator Humano (1978). Muitas de suas obras foram transformadas em filmes, como por exemplo O Ídolo Caído. Suas obras falam muito de situações políticas de países pouco conhecidos e aos quais viajava frequentemente, como Cuba e Haiti.
Outra temática frequente em sua obra é a religião. Tendo se convertido ao catolicismo em 1926, os dilemas morais e espirituais de sua época eram representados por intermédio de suas personagens. Graham Greene era considerado o maior 'escritor católico' da Grã-Bretanha, apesar de sua resistência em ser retratado dessa maneira.
Existem peças teatrais de sua autoria, como "O amante complacente" (The Complaisant Lover), 1959, publicado no Brasil em 1966 pela Editora Itatiaia, "O galpão do jardim" (The potting shed — 1956–1957), "O living room" (The linving room), 1958, "Esculpindo uma estátua", em espanhol Tallando una estatua (Carving a statue), 1964.
Foi também autor de quatro livros infantis: O Pequeno Comboio (1946), O Pequeno Carro de Bombeiro (1950), O Pequeno Ônibus a Cavalos (1952) e O Pequeno Rolo Compressor a Vapor (1953).

## Greene e Shirley Temple
Em 1937, Greene era editor da revista literária britânica Night and Day e escreveu uma crítica sobre o filme Wee Willie Winkie (1937), estrelado por Shirley Temple, então com oito anos. O texto assinalava a coqueteria da pequena atriz e o efeito que ela provocava entre homens de meia idade e clérigos. Em consequência desse comentário, Greene foi alvo de um processo judicial movido pela Twentieth Century Fox. Temendo ser preso, o escritor refugiou-se no México, país que não permitia a extradição — e que inspiraria seu livro The Power and the Glory. Afinal, a justiça decidiu em favor do estúdio — concordando com o advogado dos demandantes, que se referiram à resenha de Greene como "uma das calúnias mais horríveis que se pode imaginar". Assim, foi fixada uma indenização de 3 500 libras, das quais £ 500 saíram do bolso de Greene. O restante foi pago pela revista.

## Obras
| nº seq. | Título em Espanhol                                                | Tradutor(a) Sp. | Título em Portugal                                                           | Tradutor(a) Pt.                                                                               | Título no Brasil                                               | Tradutor(a) Br.               | Título original | Ano do lançamento |
| ------- | ----------------------------------------------------------------- | --- | ---------------------------------------------------------------------------- | --------------------------------------------------------------------------------------------- | -------------------------------------------------------------- | ----------------------------- | --- | ----------------- |
| 01      | *                                                                 | * | *                                                                            | *                                                                                             | *                                                              | *                             | Babling april | (1925)            |
| 02      | Historia de una cobardia                                          | Asunción Camero e Rafael Santos Torroella | O outro eu                                                                   | Maria Tereza/João Carlos Beckert de Assunção, outra de Sofia Gomes                            |                                                                |                               | The Man Within | (1929)            |
| 03      | *                                                                 | * | *                                                                            | *                                                                                             |                                                                |                               | The name of action | (1930)            |
| 04      | *                                                                 | * | *                                                                            | *                                                                                             |                                                                |                               | Rumour at Nightfall | (1931)            |
| 05      | Orient Express                                                    | Assunción Camero | Expresso Oriente                                                             | Jorge de Sena                                                                                 | Stamboul Train                                                 | Marília Guerra de Vasconcelos | Stamboul Train | (1932)            |
| 06      | *                                                                 | * | *                                                                            | *                                                                                             |                                                                |                               | The Old School | (1934)            |
| 07      | Campo de batalla                                                  | J. Rodolfo Wilcock | Um campo de batalha                                                          | Carlos Branco                                                                                 | É um campo de batalha                                          | Ruth Leão                     | It's a Battlefield | (1934)            |
| 08      | Inglaterra me ha hecho así                                        | Francisco Baldiz | Navegamos no mesmo barco                                                     | Silva Duarte                                                                                  | Bela e querida Inglaterra                                      | Lígia Junqueira               | England made me | (1935)            |
| 09      | *                                                                 | * | *                                                                            | *                                                                                             |                                                                |                               | The Bear Fell Free | (1935)            |
| 10      | *                                                                 | * | *                                                                            | *                                                                                             |                                                                |                               | The Basement Room | (1935)            |
| 11      | *                                                                 | * | *                                                                            | *                                                                                             |                                                                |                               | Journey Without Maps | (1936)            |
| 12      | Una pistola en venta                                              | Francisco Baldiz | Pago para matar                                                              | Isabel da Nóbrega                                                                             |                                                                |                               | ''This Gun for hire'' ou ''A gun for sale''                                                                               | (1936)            |
| 13      | Birghton parque de atracciones                                    | Juan Lladó Bausili | A inocência e o pecado                                                       | Vera Caeiro                                                                                   | O condenado                                                    | Leonel Vallandro              | Brighton Rock | (1938)            |
| 14      | El agente confidencial                                            | Javier Alfaya y Barbara McShane (Alianza Editorial)/ outra de Augustín Núñes (Caralt)                                                               | O agente secreto                                                             | Carlos Malta                                                                                  | Agente confidencial                                            | Barreto Borges                | The confidencial agent | (1939)            |
| 15      | *                                                                 | * | *                                                                            | *                                                                                             |                                                                |                               | The Lowless Roads | (1939)            |
| 16      | El poder y la gloria                                              | Guillermo Villalonga | O Poder e a Glória                                                           | Antonio Gonçalves Rodrigues                                                                   | O poder e a glória                                             | Mário Quintana                | The Power and the Glory                                                                                                   | (1940)            |
| 17      | *                                                                 | * | *                                                                            | *                                                                                             |                                                                |                               | British Dramatists | (i942)            |
| 18      | El ministerio del miedo                                           | Marta Acosta Van Praet | O ministério do Medo                                                         | Marília Guerra de Vasconcelos, outra de Maria Lucília Rebocho Filipe, e outra de Eduardo Solo | O ministério do medo                                           | Marília Guerra de Vasconcelos | The Ministry of fear | (1943)            |
| 19      | *                                                                 | * | *                                                                            | *                                                                                             |                                                                |                               | The Little Train | (1946)            |
| 20      | A través del puente: y otros cuentos                              | J. Rodolfo Wilcock | *                                                                            | *                                                                                             |                                                                |                               | Nineteen Stories | (1947)            |
| 21      | El revés de la trama                                              | J. Rodolfo Wilcock | O nó do problema                                                             | J. P. de Barreto Mendonça                                                                     | O coração da matéria/O cerne da questão                        | Oscar Mendes/Otacílio Nunes   | The Heart of the Matter                                                                                                   | (1949/1948)       |
| 22      | *                                                                 | * | *                                                                            | *                                                                                             |                                                                |                               | Why do I write | (1948)            |
| 23      | El tercer hombre                                                  | Barbara McShane y Javier Alfaya | O terceiro homem                                                             | Ana Maria Sampaio                                                                             | O terceiro homem                                               | Antonio Celso Nogueira        | The third man | (1949)            |
| 24      | *                                                                 | * | *                                                                            | *                                                                                             |                                                                |                               | After Two Years (com Catherine Walston)                                                                                   | (1949)            |
| 25      | *                                                                 | * | *                                                                            | *                                                                                             |                                                                |                               | The Little Fire Engine | (1950)            |
| 26      | El fin de la aventura                                             | Ricardo Baeza | O fim da aventura                                                            | Jorge de Sena                                                                                 | O crepúsculo de um Romance/Fim de caso)                        | Branca Maria de Queiroz Costa | The end of the affair | (1951)            |
| 27      | La infancia perdida y otros ensayos                               | Jaime Zulaika | *                                                                            | *                                                                                             |                                                                |                               | The Lost Chidhood | (1951)            |
| 28      | *                                                                 | * | *                                                                            | *                                                                                             |                                                                |                               | For Christmas | (1951)            |
| 29      | *                                                                 | * | *                                                                            | *                                                                                             |                                                                |                               | The Little Horse Bus | (1952)            |
| 30      | *                                                                 | * | Ensaios católicos                                                            | João Albuquerque                                                                              |                                                                |                               | Essays Catholic | (1953)            |
| 31      | *                                                                 | * | *                                                                            | *                                                                                             |                                                                |                               | The Little Steam Roller                                                                                                   | (1953)            |
| 32      | Veinte e um cuentos                                               | Un grupo de profesores del Colegio de Letras Modernas de la Facultad de Filosofía y Letras de la UNAM, revisión de las traducciones: Federico Patán |                                                                              |                                                                                               | Vinte e uma histórias (ver detalhes abaixo em "Coletâneas")    |                               | Twenty-One Stories | (1954)            |
| 33      | El que pierde, gana                                               | Victoria Ocampo |                                                                              |                                                                                               | Quem perde ganha                                               | Brenno Silveira               | Loser takes all | (1955)            |
| 34      | El americano impasible /El Americano tranquilo                    | J. Rodolfo Wilcock /Fernando Galván | O americano tranquilo                                                        | P. J. de Morais                                                                               | O Americano Tranquilo                                          | Brenno Silveira               | The Quiet American | (1955)            |
| 35      | *                                                                 | * | O viveiro                                                                    | Jorge Feio                                                                                    | O galpão do jardim                                             | Neil R. da Silva              | The Potting Shed | (1957)            |
| 37      | Nuestro hombre em Havana                                          | Marisa Martínez | O Nosso Agente em Havana                                                     | Ana Lourenço (Alfragide); Daniel Gonçalves (Ulisseia); Vera Caeiro (Círculo de leitores)      | Nosso homem em Havana                                          | Brenno Silveira               | Our Man in Havana | (1958)            |
| 38      | El quarto en que se vive                                          | Victoria Ocampo | *                                                                            | *                                                                                             | O living room                                                  | Helena Pessoa                 | The living room | (1958)            |
| 39      | *                                                                 | * | O amante benévolo                                                            | Manuel de Castro                                                                              | O amante complacente                                           | Neil R. da Silva              | The Complaisant Lover | (1959)            |
| 40      | Un caso acabado                                                   | Enrique Pezzoni | Um caso arrumado                                                             | Henrique de Medeiros                                                                          | Um caso liquidado                                              | Brenno Silveira               | A burnt-out case | (1960)            |
| 41      | *                                                                 | * | *                                                                            | *                                                                                             |                                                                |                               | In Search of a Character                                                                                                  | (1961)            |
| 42      | *                                                                 | * | *                                                                            | *                                                                                             |                                                                |                               | The Bodley Head Ford Madox Ford                                                                                           | (1962)            |
| 43      | *                                                                 | * | Os melhores contos de Graham Greene(ver detalhes abaixo em "Coletâneas")     | Ana de Freitas                                                                                | Contos                                                         | Tati de Moraes                | | (1963)            |
| 44      | *                                                                 | * |                                                                              |                                                                                               | Uma sensação de realidade(ver detalhes abaixo em "Coletâneas") | Fernando da Castro Ferro      | A sense of reality | (1963)            |
| 45      | Tallando una estatua                                              | Victoria Ocampo | *                                                                            | *                                                                                             | A Estátua ()                                                   |                               | Carving an statue | (1964)            |
| 46      | *                                                                 | * | *                                                                            | *                                                                                             |                                                                |                               | Victorian Detective Fiction                                                                                               | (1966)            |
| 47      | *                                                                 | * | Os comediantes                                                               | Bertha Mendes                                                                                 | Os farsantes                                                   | Ana Maria Capovilla           | The Comedians | (1966)            |
| 48      | ¿Puede Prestarnos a su marido? Y otras comedias de la vida sexual | Enrique Pezzoni | Empresta-nos o seu marido? e outras comédias da vida sexual                  | Bertha Mendes                                                                                 | Empreste-nos seu marido e outras comédias da vida sexual       | José Laurênio de Melo         | May we borrow your husband? And other comedies of the sexual Life                                                         | (1967)            |
| 49      | Viajes con mi tía                                                 | Enrique Pezzoni | *                                                                            | *                                                                                             | Viagens com a minha tia                                        | Thelmo Martino                | Travels with my aunt | (1969)            |
| 50      | *                                                                 | * | *                                                                            | *                                                                                             |                                                                |                               | Coletect Essays | (1969)            |
| 51      | *                                                                 | * | Uma forma de vida; Uma espécie de vida                                       | Maria Ondina Braga; Elsa Vieira                                                               | Quase uma vida                                                 | Jorge Arnaldo Fortes          | A sort of life | (1972)            |
| 52      | *                                                                 | * | *                                                                            | *                                                                                             |                                                                |                               | The Virtue of Disloyalty                                                                                                  | (1972)            |
| 53      | *                                                                 | * | *                                                                            | *                                                                                             |                                                                |                               | The Pleasure Dome | (1972)            |
| 54      | El consul honorario                                               | Enrique Pezzoni | O cônsul honorário                                                           | Maria Ondina Braga                                                                            | O Cônsul Honorário (1973)                                      | Hélio Pólvora                 | The honorary consul | (1973)            |
| 55      | El mono de lord Rochester                                         | Maria Luz Garcia de la Hoy | *                                                                            | *                                                                                             | O macaco de Rocherester (tradução livre)                       | (sem notícia de tradução)     | The Lord Rochester's Monkay                                                                                               | (1974)            |
| 56      | El factor humano                                                  | Iris Menéndez y Enrique Sordo | O factor humano                                                              | João Belchior Viegas                                                                          | O fator humano                                                 | A. B. Pinheiro de Lemos       | The Human Factor | (1978)            |
| 57      | El Doctor Fischer de Ginebra                                      | Antonio Samons | O mundo dos ricos                                                            | J. Teixeira de Aguilar                                                                        | Doutor Fischer de Genebra ou A festa da bomba                  | Lya luft                      | Doctor Fischer of Geneva                                                                                                  | (1980)            |
| 58      | Vías de escape                                                    | Enrique Pezzoni e Jaime Zulaika | *                                                                            | *                                                                                             | Pontos de Fuga (autobiografia)                                 | Sônia Coutinho                | Ways of escape | (1980)            |
| 59      | Nonseñor Quijote                                                  | Jaime Zulaika | Monsenhor Quixote                                                            | Ana Maria Sampaio                                                                             | Monsenhor Quixote                                              | A.B. Pinheiro de Lemos        | Monsignor Quixote | (1982)            |
| 60      | *                                                                 | * | *                                                                            | *                                                                                             |                                                                |                               | J’Accuse — The Dark Side of Nice                                                                                          | (1982)            |
| 61      | *                                                                 | * | *                                                                            | *                                                                                             |                                                                |                               | Yes and No | (1983)            |
| 62      | *                                                                 | * | *                                                                            | *                                                                                             |                                                                |                               | A Quick Look Behind | (1983)            |
| 63      | *                                                                 | * | *                                                                            | *                                                                                             |                                                                |                               | For Whom the Bell Chimes                                                                                                  | (1983)            |
| 64      | *                                                                 | * | O meu amigo general                                                          | Felipe Jarro                                                                                  | Um lobo solitário                                              | Julieta Leite                 | Getting to know the general                                                                                               | (1984)            |
| 65      | *                                                                 | * | *                                                                            | *                                                                                             |                                                                |                               | Victorian Villainies | (1986)            |
| 66      | El décimo hombre y otros relatos                                  | Jaime Zulaika | O 10º homem                                                                  | Alberty Ricardo                                                                               | O décimo homem                                                 | Flávio Moreira da Costa       | The Tenth Man | (1985)            |
| 67      | *                                                                 | * | *                                                                            | *                                                                                             |                                                                |                               | Graham Greene Country | (1986)            |
| 68      | El capitán y el enemigoL                                          | Ana María de la Fuente | O capitão e o inimigo                                                        | Carlota Pracana                                                                               | O homem de muitos nomes                                        | Donaldson M. Garschagen       | The captain and the enemy                                                                                                 | (1988)            |
| 69      | *                                                                 | * | *                                                                            | *                                                                                             |                                                                |                               | Why the Epigraf? | (1989)            |
| 70      | *                                                                 | * | *                                                                            | *                                                                                             |                                                                |                               | Yours, Etc. | (1989)            |
| 71      | La última palabra y otros relatos                                 | Maite Cirugeda Gales y Ana María De La Fuente | A última palavra e outros contos                                             | Isabel Veríssimo                                                                              | A última palavra e outras histórias                            | Raffaella de Felippis         | The last words | (1990)            |
| 72      | *                                                                 | * | *                                                                            |                                                                                               | Reflexões (ver detalhes abaixo em "Coletâneas"                 | Waltensir Dutra               | Reflections | (1990)            |
| 73      | *                                                                 | * | *                                                                            | *                                                                                             |                                                                |                               | The Destructors | (1990)            |
| 74      | *                                                                 | * | *                                                                            | *                                                                                             |                                                                |                               | A World of My Own (A Dream Diary)                                                                                         | (1992)            |
| 75      | *                                                                 | * | *                                                                            | *                                                                                             |                                                                |                               | The End of the Party | (1993)            |
| 76      | *                                                                 | * | *                                                                            | *                                                                                             |                                                                |                               | The Graham Greene Film Reader                                                                                             | (1993)            |
| 77      | *                                                                 | * | *                                                                            | *                                                                                             |                                                                |                               | Collected Plays | (1995)            |
| 78      | La defensa y otros reltos                                         | Jorge Casellas, Antonio Padilla e Carles Serrat | *                                                                            | *                                                                                             | *                                                              | *                             | The case of the defense, and others                                                                                       | (1998)            |
| 79      | *                                                                 | * | *                                                                            |                                                                                               | (br tit)                                                       |                               | ''No Man's Land'' | (2005)            |
| 80      | *                                                                 | * | Santos e pecadores: ensaios escolhidos (ver detalhes abaixo em "Coletâneas") | Miguel Freitas da Costa                                                                       |                                                                |                               | Colected Essays, The Portable Graham Greene, Yours etc.: letters to the press, Reflections, The Graham Greene Film Reader | (2019)            |

### Coletâneas publicadas em Português
A obra A obra ensaios católicos possui a seguinte divisão:
| nº série | Título                                 | trecho de páginas |
| -------- | -------------------------------------- | ----------------- |
| (# 01)   | Mensagem aos católicos franceses       | 7 a 12            |
| (# 02)   | Estará em perigo a civilização cristã? | 13 a 32           |
| (# 03)   | Os paradoxos do cristianismo           | 33 a 44           |
| (# 04)   | O paradoxo do papa                     | 45 a 72           |
| (# 05)   | Nossa Senhora e a sua assunção         | 73 a 91           |

A obra Uma sensação de realidade possui a seguinte divisão:
| nº série | Título                        | trecho de páginas |
| -------- | ----------------------------- | ----------------- |
| (# 01)   | Debaixo do jardim             | 03 a 68           |
| (# 02)   | Uma visita a Morin            | 69 a 88           |
| (# 03)   | O sonho de uma estranha terra | 89 a 104          |
| (# 04)   | Uma descoberta no bosque      | 105 a 126         |

A obra Os melhores contos de Graham Greene, possui a seguinte divisão:
| nº série | Título                                 |
| -------- | -------------------------------------- |
| (# 01)   | O fim da festa                         |
| (# 02 )  | Eu vi                                  |
| (# 03)   | O outro lado da ponte                  |
| (# 04)   | Prova cabal                            |
| (# 05)   | A oportunidade do Sr. Lever            |
| (# 06)   | Vislumbre de explicação                |
| (# 07)   | A segunda morte                        |
| (# 08)   | Um dia poupado                         |
| (# 09)   | Um cinema barato por detrás da avenida |
| (# 10)   | Pobre Maling                           |
| (# 11)   | Funções especiais                      |
| (# 12)   | Os destruidores                        |
| (# 13)   | Uma visita a Morin                     |

A obra Reflexões possui a seguinte divisão:
| nº série | Título                                           | Ano da publicação original | trecho de páginas |
| -------- | ------------------------------------------------ | -------------------------- | ----------------- |
| (# 00)   | Introdução                                       | (1990)                     | 09 a 16           |
| (# 01)   | Impressões de Dublin                             | (1923)                     | 17 a 19           |
| (# 02)   | Na Área Ocupada                                  | (1924)                     | 20 a 22           |
| (# 03)   | A Paz Francesa                                   | (1924)                     | 23 a 27           |
| (# 04)   | Poesia pelo Rádio                                | (1925)                     | 28 a 30           |
| (# 05)   | Um Passeio pelas Dunas de Sussex                 | (1928)                     | 31 a 32           |
| (# 06)   | Tocando Realejo                                  | (1928)                     | 33 a 35           |
| (# 07)   | Morte em Cotswolds                               | (1933)                     | 36 a 38           |
| (# 08)   | Ouro Falso                                       | (1933)                     | 39 a 40           |
| (# 09)   | Duas Capitais                                    | (1933)                     | 41 a 43           |
| (# 10)   | Greve em Paris                                   | (1934)                     | 44 a 47           |
| (# 11)   | Análise de uma Viagem                            | (1935)                     | 48 a 50           |
| (# 12)   | A Peregrinação do Povo                           | (1936)                     | 51 a 53           |
| (# 13)   | Dois Viajantes Incríveis                         | (1936)                     | 54 a 56           |
| (# 14)   | Será Isso Crítica?                               | (1936)                     | 57 a 60           |
| (# 15)   | Idéias no Cinema                                 | (1937)                     | 61 a 64           |
| (# 16)   | Homenagem ao Bombardeiro                         | (1937)                     | 65 a 67           |
| (# 17)   | A índia Não-Visitada                             | (1937)                     | 68 a 70           |
| (# 18)   | Temas e Histórias                                | (1937)                     | 71 a 80           |
| (# 19)   | Vive le Roi                                      | (1938)                     | 81 a 84           |
| (# 20)   | Vinte e Quatro Horas em Metroland                | (1938)                     | 85 a 87           |
| (# 21)   | Bombardeio                                       | (1939)                     | 88 a 91           |
| (# 22)   | Um Guerreiro Feliz                               | (1939)                     | 92 a 93           |
| (# 23)   | A Guerra no Inverno: Finlândia                   | (1940)                     | 94                |
| (# 24)   | Fuga                                             | (1940)                     | 95 a 97           |
| (# 25)   | Um Líder Perdido                                 | (1940)                     | 98 a 100          |
| (# 26)   | Cento e Doze Quilômetros                         | (1941)                     | 101 a 104         |
| (# 27)   | Pela Ótica Americana                             | (1941)                     | 105 a 106         |
| (# 28)   | Visita Relâmpago                                 | (1941)                     | 107 a 109         |
| (# 29)   | A Volta do Parafuso                              | (1941)                     | 110 a 112         |
| (# 30)   | Uma Missão e uma Advertência                     | (1945)                     | 113 a 114         |
| (# 31)   | Livros em Geral                                  | (1947)                     | 115 a 121         |
| (# 32)   | O Último Papa                                    | (1948)                     | 122 a 130         |
| (# 33)   | John Gerard                                      | (1951)                     | 131 a 136         |
| (# 34)   | Indochina: A Coroa de Espinhos da França         | (1952)                     | 137 a 152         |
| (# 35)   | A Volta de Charlie Chaplin: Carta Aberta         | (1952)                     | 153 a 154         |
| (# 36)   | Personagem em Busca de um Autor                  | (1953)                     | 155 a 157         |
| (# 37)   | O Jovem Henry James                              | (1953)                     | 158 a 163         |
| (# 38)   | Volta à Indochina                                | (1954)                     | 164 a 169         |
| (# 39)   | Últimos Trunfos na Indochina                     | (1954)                     | 170 a 176         |
| (# 40)   | Antes do Ataque                                  | (1954)                     | 177 a 179         |
| (# 41)   | Católicos em Guerra                              | (1954)                     | 180 a 184         |
| (# 42)   | Recordação da Indochina                          | (1955)                     | 185 a 188         |
| (# 43)   | A Alma Católica na Polônia                       | (1956)                     | 189 a 195         |
| (# 44)   | O Preço da Fé                                    | (1956)                     | 196 a 198         |
| (# 45)   | O Romancista e o Cinema: Uma Experiência Pessoal | (1958)                     | 199 a 204         |
| (# 46)   | Versos sobre a Libertação de Cuba                | (1961)                     | 205               |
| (# 47)   | Carta a um Amigo da Alemanha Ocidental           | (1963)                     | 206 a 211         |
| (# 48)   | Volta a Cuba                                     | (1963)                     | 212 a 218         |
| (# 49)   | República de Pesadelo                            | (1963)                     | 219 a 225         |
| (# 50)   | Goa, a Incomparável                              | (1964)                     | 226 a 232         |
| (# 51)   | A Rude Mecânica                                  | (1964)                     | 233 a 236         |
| (# 52)   | O Estranho: Sobre a Morte de Adlai Stevenson     | (1965)                     | 237               |
| (# 53)   | Fantasmas da Possível Aventura                   | (1965)                     | 238 a 240         |
| (# 54)   | Sombra e Sol em Cuba                             | (1966)                     | 241 a 247         |
| (# 55)   | O Removedor de Máscaras                          | (1968)                     | 248 a 251         |
| (# 56)   | O Verme Dentro da Flor de Lótus                  | (1969)                     | 252 a 260         |
| (# 57)   | A Virtude da Deslealdade                         | (1969)                     | 261 a 265         |
| (# 58)   | Papa Doc                                         | (1969)                     | 266 a 269         |
| (# 59)   | Chile: a Borda Perigosa                          | (1972)                     | 270 a 277         |
| (# 60)   | Sebos                                            | (1973)                     | 278 a 282         |
| (# 61)   | O Sinal dos Quatro                               | (1974)                     | 283 a 286         |
| (# 62)   | Conselho a um Amigo                              | (1977)                     | 287 a 288         |
| (# 63)   | Filho dos Arrozais                               | (1977)                     | 289 a 291         |
| (# 64)   | Volta à índia de Narayan                         | (1978)                     | 292 a 295         |
| (# 65)   | “Liberdade de Informação”                        | (1984)                     | 296 a 298         |
| (# 66)   | Em Memória de Borges                             | (1984)                     | 299 a 300         |
| (# 67)   | A Erva Daninha entre Flores                      | (1985)                     | 301 a 308         |
| (# 68)   | Encontro no Kremlin                              | (1987)                     | 309 a 310         |
| (# 69)   | Meu Pior Filme                                   | (1987)                     | 311 a 313         |
| (# 70)   | Da Cesta de Lixo                                 | (1988)                     | 314 a 318         |

A obra A última palavra possui a seguinte divisão:
| nº série | Título                            | trecho de páginas |
| -------- | --------------------------------- | ----------------- |
| (# 01)   | A última palavra                  | 09 a 24           |
| (# 02)   | As notícias em inglês             | 25 a 38           |
| (# 03)   | O momento da verdade              | 39 a 47           |
| (# 04)   | O homem que roubou a torre Eiffel | 48 a 52           |
| (# 05)   | O tenente morreu por último       | 53 a 65           |
| (# 06)   | Uma divisão do serviço            | 66 a 82           |
| (# 07)   | A memória de um velho             | 83 a 86           |
| (# 08)   | O bilhete de loteria              | 87 a 103          |
| (# 09)   | A casa nova                       | 104 a 109         |
| (# 10)   | Uma obra inacabada                | 110 a 146         |
| (# 11)   | Assassinato pelo motivo errado    | 120 a 147         |
| (# 12)   | Um encontro com o general         | 148 a 159         |

A obra Santos e pecadores: ensaios escolhidos possui a seguinte divisão:
| nº série | Título                                                                                   |
| -------- | ---------------------------------------------------------------------------------------- |
| (# 01)   | François Mauriac                                                                         |
| (# 02)   | Bernanos, o principiante                                                                 |
| (# 03)   | O homem irado                                                                            |
| (# 04)   | G. K. Chesterton                                                                         |
| (# 05)   | A redenção do senhor Joyboy                                                              |
| (# 06)   | Eric Gill; Simone Weil                                                                   |
| (# 07)   | O capelão de Oxford                                                                      |
| (# 08)   | Os paradoxos de um Papa                                                                  |
| (# 09)   | Oitenta anos na parada do quartel                                                        |
| (# 10)   | O último Papa                                                                            |
| (# 11)   | Um homem puro como Lúcifer                                                               |
| (# 12)   | O marxista herético                                                                      |
| (# 13)   | O espião                                                                                 |
| (# 14)   | A propósito das exéquias de Colette                                                      |
| (# 15)   | Carta aberta a André Malraux                                                             |
| (# 16)   | Prefácio a O Terceiro Homem                                                              |
| (# 17)   | O romancista e o cinema — uma experiência pessoal... Recordações de um crítico de cinema |
| (# 18)   | Divagações aos oitenta anos                                                              |

### Coletâneas publicadas em Espanhol
A obra Un mundo propio: diario de sueños possui a seguinte divisão:
| nº série | Título                             | trecho de páginas |
| -------- | ---------------------------------- | ----------------- |
| (# 01)   | La felicidad                       | 03 a 04           |
| (# 02)   | Escritores famosos que he conocido | 05 a 12           |
| (# 03)   | En el servicio secreto             | 13 a 20           |
| (# 04)   | Políticos e estadistas             | 21 a 30           |
| (# 05)   | La guerra                          | 31 a 36           |
| (# 06)   | Momentos de miedo y peligro        | 37 a 42           |
| (# 07)   | Un toque de religión               | 43 a 52           |
| (# 08)   | Breves contactos con la realeza    | 53 a 56           |
| (# 09)   | El trabajo del escritor            | 57 a 60           |
| (# 10)   | Cine y teatro                      | 61 a 66           |
| (# 11)   | Veiajes                            | 67 a 74           |
| (# 12)   | La lectura                         | 75 a 78           |
| (# 13)   | La ciencia                         | 79 a 80           |
| (# 14)   | ¿El amor?                          | 81 a 82           |
| (# 15)   | Una pequeña venganza               | 83 a 84           |
| (# 16)   | Mi vida criminal                   | 85 a 88           |
| (# 17)   | Experiencias desagradables         | 89 a 90           |
| (# 18)   | Animales que hablan                | 91 a 92           |
| (# 19)   | Enfermedad y muerte                | 93 a 95           |

A obra La defensa possui a seguinte divisão:
| nº série | Título                        | trecho de páginas |
| -------- | ----------------------------- | ----------------- |
| (# 01)   | La defensa                    | 03 a 07           |
| (# 02)   | Prueba definitiva             | 08 a 13           |
| (# 03)   | Una oportunidad               | 14 a 35           |
| (# 04)   | Un día ganado                 | 36 a 41           |
| (# 05)   | El espía                      | 42 a 45           |
| (# 06)   | Un lugar junto a Edgware Road | 47 a 54           |
| (# 07)   | El ídolo caído                | 55 a 94           |

### Coletâneas publicadas em Inglês
A obra The lost childhood and other essays possui a seguinte divisão:
| nº série | Título                                 | trecho de páginas |
| -------- | -------------------------------------- | ----------------- |
|          | PART 1: Personal Prologue              |                   |
| (# 01)   | The lost childhood                     | 11 a 17           |
|          | PART 2: Novels and Novelists           |                   |
| (# 02)   | Henry james : the private universe     | 19 a 30           |
| (# 03)   | Henry James : the religious aspect     | 31 a 40           |
| (# 04)   | The portrait of a lady                 | 41 a 46           |
| (# 05)   | The plays of Henry James               | 47 a 51           |
| (# 06)   | The lesson of the master               | 52 a 54           |
| (# 07)   | The young Dickens                      | 55 a 62           |
| (# 08)   | Fielding and Sterne                    | 63 a 72           |
| (# 09)   | From feathers to iron                  | 73 a 75           |
| (# 10)   | François Mauriac                       | 76 a 80           |
| (# 11)   | The burden of childhood                | 81 a 84           |
| (# 12)   | Man made angry                         | 85 a 86           |
| (# 13)   | Walter de la Mare’s short stories      | 87 a 92           |
| (# 14)   | The Saratoga trunk                     | 93 a 95           |
| (# 15)   | The poker-face                         | 96 a 97           |
| (# 16)   | Ford Madox Ford                        | 98 a 101          |
| (# 17)   | Frederick Rolfe edwardian inferno      | 102 a 104         |
| (# 18)   | Frederick Rolfe: from the devil’s side | 105 a 107         |
| (# 19)   | Frederick Rolfe: a spoiled priest      | 108 a 110         |
| (# 20)   | Remembering Mr Jones                   | 111 a 113         |
| (# 21)   | The domestic background                | 114 a 115         |
| (# 22)   | Isis idol                              | 116 a 118         |
| (# 23)   | The last Buchan                        | 119 a 121         |
| (# 24)   | Beatrix Potter                         | 122 a 128         |
| (# 25)   | Harkaway's Oxford                      | 129 a 132         |
| (# 26)   | The unknown war                        | 133 a 138         |
|          | PART 3: Some Characters                |                   |
| (# 27)   | Francis Parkman                        | 139 a 144         |
| (# 28)   | Samuel Butler                          | 145 a 147         |
| (# 29)   | The ugly act                           | 148 a 150         |
| (# 30)   | Eric Gill                              | 151 a 153         |
| (# 31)   | Invincible ignorance                   | 154 a 156         |
| (# 32)   | Herbert Read                           | 157 a 163         |
| (# 33)   | George Darley                          | 164 a 175         |
| (# 34)   | An unheroic dramatist                  | 176 a 178         |
| (# 35)   | Dr Oates of Salamanca                  | 179 a 181         |
| (# 36)   | A hoax on Mr Hulton                    | 182 a 185         |
| (# 37)   | Don in Mexico                          | 186 a 188         |
| (# 38)   | Portrait of a maiden lady              | 189 a 191         |
| (# 39)   | Mr Cook’s century                      | 192 a 194         |
| (# 40)   | Great dog of Weimar                    | 195 a 199         |
|          | PART 4: Personal Postscript            |                   |
| (# 41)   | The revolver in the corner cupboard    | 201 a 205         |
| (# 42)   | Vive le roi                            | 206 a 209         |
| (# 43)   | Film lunch                             | 210 a 212         |
| (# 44)   | Book market                            | 213 a 216         |
| (# 45)   | Bombing Manoeuvre                      | 217 a 220         |
| (# 46)   | At home                                | 221 a 228         |

Observação: No quadro "Obras", as informações quanto ao título em português e nome do(a) tradutor(a) foram pesquisadas em exemplares dos próprios livros ou ainda em registros disponibilizados on-line pela Biblioteca Nacional do Brasil, seja da Biblioteca Nacional de Portugal.